# Atapaski
Athapaskan (Atabaski, Atapaski; AmerEngl.: Athapaska, Athapasca, Athabasca, Athabaska,  Déné, Tinné, Tinneh).- Etnički i jezikoslovni naziv plemenima i jezicima sjevernoameričkih Indijanaca raširenih na 3 lokacije na zapadu sjevernoameričkog kopna, koja čini najveću granu Velike porodice Na-Déné. Plemena koja se služe ovim jezicima nastanjuju velika područja sjeverne i zapadne Kanade, zapadnog SAD-a i Aljaske, to su:
- Sjeverni Atapaski (Northern Athapaskans). Ova plemena imaju kulturu sub-arktičkih lovaca i ribara, bila je prilično jednolična. Simboli kulture su im krplje, kanu, 'toboggan' (vrsta primitivnih saonica koje vuku psi), lov na karibua,  sobove i ribolov. Agrikultura je ovdje potpuno odsutna. -Jezici ovih plemena srodni su jezicima Pacifičkih (Središnjih) i Južnih (apačkih) Atapaska. U plemenskim imenima česti su sufiksi –tine, -dine, -tunne. Tako Navaho Indijanci iz Arizone sebe nazivaju Dine (u značenju 'ljudi'), istovremeno Dogrib Indijanci iz Kanade domorodački se zovu Tlingchadinne.
- Druga skupina zvana Središnja ili Pacifička (Pacific ili Central Athapaskans) na svom putu iz Kanade prema jugu zaustavili su se svojevremeno u priobalju Washingtona, južnog Oregona i sjeverozapadne Kalifornije. Njihova kultura pripada području Kalifornije i Sjeverozapadne obale. Gradnja drvenih kuća s okruglim otvorom koji služi za ulaz i izlaz, 'žetva' žira, parne kupelji, 'skalp' djetlića, koji ima vrijednost novca i ribolov (losos), tipični su ovim Indijancima. Karakteristično im je i što su oduvijek bili malobrojni, ali i izdijeljeni na brojne manje segmente, 'tribelete' ili bande.  -Plemenima u Pacifičkim predjelima Sjedinjenih Država, osobito u Oregonu i Kaliforniji imena završavaju na  -Tunne (pa imamo Tututunne, Naltunnetunne, Khwaishtunnetunne, etc.). Svi ovi nastavci na plemenskim imenima označavaju riječ 'ljudi' i dokazuju kako su Atapaski plemena koja vuku zajedničko porijeklo, i koja su dok se nisu rastepli po ogromnom području zapadne Sjeverne Amerike nekada živjeli zajedno. Jezici Kutchin i Navaho Indijanaca, razlikuju se tek nešto više nego njemački od engleskog.
- Treća grupa, danas po broju najmnogoljudnija nastava američki Jugozapad, predjele istočne Arizone i južnog i zapadnog Novog Meksika. Ova najjužnija skupina nastanila se među miroljubivim Pueblima, gdje su se osim sakupljanjem i lovom bavili i pljačkom svojih susjeda.

Sjeverni (Northern Athapaskans)
Ahtena, Babine (uključujući Hwotsotenne i Nataotin), Bear Lake (Satudene, Sahtúgot’ine), Beaver (Tsattine), Carrier (Takulli; bande: Naskoten, Natliwoten), Chilcotin, Chipewyan, Dihai-kutchin, Dogrib (Tlingchadinne), Han (Han-kutchin), Hare (Kawchottine, K’áshogot’ine), Ingalik, Innoka-khotana, Koyukon, Kutcha-kutchin, Mountain (Shihgot’ine, Sihta gotine), Nabesna, Nahane, Nakotcho-kutchin, Natsit-kutchin, Sarsi, Sekani, Slavey, Stuwihamuk (Nicola), Tagish, Tahltan, Takkuth-kutchin, Tanaina, Tanana, Tatlit-kutchin,  Tennuth-kutchin, Tranjik-kutchin, Tsetsaut, Tutchone, Vunta-kutchin, Yellowknife (Tatsanottine).
Pacifički (Pacific ili Central Athapaskans)
Applegate, Bear River*, Chasta Costa, Chetco, Chilula*, Clatskanie, Coquille (Mishikhwutmetunne), Euchre Creek (Yukichetunne), Galice (Taltushtuntude), Gusladada, Henaggi, Hupa*, Joshua (Chemetunne), Kato*, Kekawaka, Kwalhioqua (Washington), Kwatami (Sixes River), Lassik*, Mattole*, Mikonotunne, Naltunnetunne, Nongatl (Saia)*, Pistol River (Chetleschantunne), Quatomah (Port Orford), Sinkyone*, Tolowa*, Tsnungwe, Tututni, Tututunne,Umpqua, Wailaki (Kenesti)*, Whilkut*, Wishtenatin (Khwaishtunnetunne). (*Kalifornija; neoznačeni Oregon)
Južni ili Apački (Southern /Apachean/ Athapaskans)
Apache, Chiricahua (Warm Springs Apači, Mimbre), Jano*, Jicarilla, Jocome*, Kiowa Apache (Semat) (Oklahoma), Lipan (bande: Tucubante), Mescalero, Navaho,  Pinaleño, Toboso*, Western Apache (: Cibecue;  San Carlos Apache: Apache Peaks, Aravaipa, Pinal, San Carlos;  Tonto;  White Mountain)  (*Mexico; neoznačeni SAD)
Po istom zemljopisnom kriteriju grupiramo athapaskanske jezike: sjevernoathapaskanski jezici, athapaskanski jezici tihooceanske obale i južnoathapaskanski jezici (apački).

## Vanjske poveznice
- Ethnologue (14th)
- Ethnologue (15th)
- Ethnologue (16th)
- Dénés
- Athapascan Family
- The Athapascan Family of Indians  Arhivirana inačica izvorne stranice od 8. rujna 2006. (Wayback Machine)
- 01-024: THE ATHAPASKAN FAMILY  Arhivirana inačica izvorne stranice od 26. travnja 2006. (Wayback Machine)